# Чмутов, Николай Иванович
Николай Иванович Чмутов (26 апреля 1907 — 25 октября 1982) — советский государственный и партийный деятель, первый секретарь Тульского обкома КПСС (1943—1948).

## Биография
Родился 26 апреля (9 мая) 1907 г. в г. Брянске в семье рабочих. С 1914 по 1917 годы учился в приходской школе. Трудовую деятельность начал в 12 лет. С 1922 по 1926 годы работал слесарем на заводе и учился в брянской школе ФЗИ.
Окончил Ленинградский военно-механический институт по специальности «инженер по артиллерийскому производству». В 1938 году направлен в г. Тулу.
- 1938 — 2.1941 гг. — 2-й секретарь Тульского городского комитета ВКП(б)
- 2.1941 — 3.1943 гг. — председатель Исполнительного комитета Тульского областного Совета. В дни обороны Тулы — член Городского комитета обороны.
- 9.3.1943 — 12.1948 гг. — 1-й секретарь Тульского областного комитета ВКП(б)
- 12.1948 — 1950 слушатель Курсов переподготовки при ЦК ВКП(б)
- 1950—1951 инспектор ЦК ВКП(б)
- 1951 партийный организатор ЦК ВКП(б) завода «Баррикады» (Сталинград)
- 1951—1957 секретарь Сталинградского областного комитета ВКП(б) — КПСС
- 1957 — 1.1961 гг. — 2-й секретарь Сталинградского областного комитета КПСС
- 1.1961 — 12.1962 председатель Исполнительного комитета Сталинградского — Волгоградского областного Совета
- 12.1962 — 12.1964 председатель Исполнительного комитета Волгоградского промышленного областного Совета
- 12.1964 — 1965 председатель Комитета партийно-государственного контроля Волгоградского областного комитета КПСС и Исполнительного комитета Волгоградского областного Совета
- 12.1964 — 1965 секретарь Волгоградского областного комитета КПСС
- 12.1964 — 1965 заместитель председателя Исполнительного комитета Волгоградского областного Совета
- 1965—1972 председатель Волгоградского областного комитета народного контроля

С 1972 года на пенсии.
Умер 25 октября 1982 года.
В 1946 году избирался депутатом Верховного Совета СССР.
Почётный гражданин города Тулы («В связи с 25-летием героической обороны города Тулы в период Великой Отечественной войны 1941—1945 гг. и за выдающиеся заслуги в организации обороны Тулы» — Решение Тульского горисполкома № 1-29 от 03.12.1966)
Память: В Туле 1985 Клинская улица в 1985 году переименована в улицу Чмутова.

## Награды и звания
- орден Октябрьской революции
- Орден Отечественной войны I степени
- 4 ордена Трудового Красного Знамени
- медали
- Почётная грамота Президиума Верховного Совета РСФСР .